# Piazzatorre
Piazzatorre [pjaʦːaˈtorːe] (Piassatór [pjasaˈtoɾ] in dialetto bergamasco) è un comune italiano di 391 abitanti della provincia di Bergamo in Lombardia. Situato in Alta Val Brembana, dista circa 48 km a nord dal capoluogo Orobico. Ha una superficie territoriale con un'altimetria che varia dagli 850 m s.l.m. ai 1.100 m s.l.m.

## Origini del nome
Si è sempre ritenuto comunemente che il toponimo Piazzatorre derivi dall’unione dei vocaboli piazza e torre, a significare “la piazza della torre”, forse perché in quel luogo sorgeva una torre contornata da uno spiazzo.
Se per la parola “piazza”, platea, l’etimologia è plausibile, non è invece così per “torre”.
Se così fosse, nei documenti latini più antichi dovrebbe essere utilizzato, a seconda della declinazione, il vocabolo turris, turrim, turri. Tali documenti, invece, usano un altro vocabolo: torro, ovvero toro, o tora. Leggiamo così Plazatorro nel 1185 e Plazatora nel 1212, troveremo poi in teritorio de Plazathoro nel 1330, commune de Plazatora e commune de Plazzatora nello Statuto di Bergamo del 1331, in plaza de Plazatora nel 1342, Plazatoro nel 1473 e così via; la stessa grafia è costante nei documenti di tutto il Cinquecento e anche negli Atti delle visite pastorali dei vescovi (nella visita del Lippomani del 1536 leggiamo ad esempio Plazatorii, Plazatorio, Plazatorium).
La contaminazione Plateaturris cominciò ad essere usata nei documenti religiosi, specie negli Atti delle visite pastorali del Seicento e come tale finì con l’affermarsi nella successiva traduzione in lingua italiana.
Risulta quindi chiaro che la “torre” non c’entra affatto nell’etimologia del toponimo Piazzatorre, il quale invece va riferito al vocabolo torus o taurus, (altura, terreno rialzato) che unito a platea (piazza, spiazzo) indica spiazzo rialzato, area pianeggiante situata in altura, che è la caratteristica di Piazzatorre.
Piazzatorre, oggi, è una stazione turistica invernale ed estiva, frequentata soprattutto come centro di villeggiatura e come sede per i ritiri precampionato delle squadre sportive.

## Storia

### Simboli
Lo stemma e il gonfalone sono stati concessi con decreto del presidente della Repubblica del 12 ottobre 1987.
Il gonfalone è un drappo partito di rosso e di azzurro.

## Escursioni
- Monte Secco Brembano- 2.293 m s.l.m. Località di partenza: Piazzo - Dislivello: 1.243 m - Tempo di salita: 4 ore - Difficoltà: escursionisti esperti - Acqua sul percorso: No -Segnavia: 118.

- Pizzo Badile Brembano- 2.044 m s.l.m. Località di partenza: Piazzo - Dislivello: 1.243 m - Tempo di salita: 4 ore - Difficoltà: escursionisti - Acqua sul percorso: No -Segnavia: 118.

## Società

### Evoluzione demografica
Abitanti censiti

### Etnie e minoranze straniere
Secondo i dati ISTAT, al 31 dicembre 2023 la popolazione straniera residente era di 5 persone, pari all'1,28% di tutti i residenti.
Le nazionalità rappresentate, al 1º gennaio 2024, sono:
1. Romania, 3
2. Moldavia, 1
3. Slovacchia, 1

## Amministrazione
| Periodo        | Periodo        | Primo cittadino   | Partito                         | Carica  | Note   |
| -------------- | -------------- | ----------------- | ------------------------------- | ------- | ------ |
| 13 maggio 1985 | 23 aprile 1995 | Rino Arioli       | Democrazia Cristiana            | Sindaco | [ 9 ]  |
| 24 aprile 1995 | 12 giugno 2004 | Mario Arioli      | Lista civica di centro-sinistra | Sindaco | [ 10 ] |
| 13 giugno 2004 | 7 giugno 2009  | Federica Arioli   | Lista civica                    | Sindaco | [ 10 ] |
| 8 giugno 2009  | 25 maggio 2014 | Michele Arioli    | Lista civica - Per Piazzatorre  | Sindaco | [ 10 ] |
| 26 maggio 2014 | in carica      | Valeriano Bianchi | Lista civica - Per Piazzatorre  | Sindaco | [ 10 ] |

## Sport
La squadra di calcio a 5 locale è l'ASP Team che disputa attualmente il campionato CSI della provincia di Bergamo.